# Горестниці
Горестниці (рос. Горестницы) — присілок у Лузькому районі Ленінградської області Російської Федерації.
Населення становить 4 особи. Належить до муніципального утворення Осьминське сільське поселення.

## Історія
Згідно із законом від 28 вересня 2004 року № 65-оз належить до муніципального утворення Осьминське сільське поселення.

## Населення
| 1838 | 1862 | 1885 | 1928 | 1965 | 1997 | 2007 |
| ---- | ---- | ---- | ---- | ---- | ---- | ---- |
| 278  | ↗328 | ↗347 | ↘341 | ↘32  | ↘14  | ↘5   |
| 2010 |      |      |      |      |      |      |
| ↘4   |      |      |      |      |      |      |